# Kevin Todd
Kevin L. Todd (* 4. Mai 1968 in Winnipeg, Manitoba) ist ein ehemaliger kanadischer Eishockeyspieler, der im Verlauf seiner aktiven Karriere zwischen 1985 und 1999 unter anderem 395 Spiele für die New Jersey Devils, Edmonton Oilers, Chicago Blackhawks, Los Angeles Kings und Mighty Ducks of Anaheim in der National Hockey League (NHL) auf der Position des Centers bestritten hat.

## Karriere
Todd begann seine aktive Laufbahn in der Saison 1985/86 bei den Prince Albert Raiders und ging in den folgenden drei Jahren für deren Team in der kanadischen Top-Juniorenliga Western Hockey League (WHL) aufs Eis. Während dieser Zeit wurde er beim NHL Entry Draft 1986 in der siebten Runde an insgesamt 129. Position von den New Jersey Devils aus der National Hockey League (NHL) ausgewählt. In der Saison 1988/89 absolvierte Todd seine erste Partie für die New Jersey Devils in der NHL, war jedoch überwiegend für deren damaliges Farmteam, die Utica Devils, in der American Hockey League (AHL) im Einsatz. In der Spielzeit 1990/91 erzielte der Angreifer in 75 Partien insgesamt 118 Scorerpunkte für die Utica Devils und wurde als bester Scorer der regulären Saison mit der John B. Sollenberger Trophy ausgezeichnet. Außerdem erhielt er in derselben Saison als wertvollster Spieler den Les Cunningham Award verliehen. Für die folgende Saison stand er ausschließlich bei den New Jersey Devils in der NHL im Einsatz, erzielte in insgesamt 87 Partien 63 Punkte und wurde ins NHL All-Rookie Team gewählt.
In der darauffolgenden Spielzeit konnte er nicht an diese Leistungen anknüpfen und wurde Mitte Januar 1993 in einem Tauschgeschäft zusammen mit Zdeno Cíger zu den Edmonton Oilers transferiert. Im Gegenzug ging der erfahrene Bernie Nicholls zu den Devils. Nach 25 Partien für die Oilers, in denen Todd 13 Punkte erzielt hatte, wurde er Anfang Oktober desselben Jahres erneut in einem Tauschhandel, diesmal im Wechsel mit Adam Bennett zu den Chicago Blackhawks, abgegeben. Auch in Chicago hielt es ihn nicht lange und noch in derselben Spielzeit verließ der Angreifer die Blackhawks und wurde für ein Viertrunden-Wahlrecht im NHL Entry Draft 1994 zu den Los Angeles Kings geschickt. In den folgenden zwei Spielzeiten gelang es ihm seine Punkteausbeute zu steigern, erhielt im Sommer 1996 jedoch keine Vertragsverlängerung angeboten. Am 10. Juli 1996 unterzeichnete er als Free Agent bei den Pittsburgh Penguins. Noch vor dem Beginn der Saison 1996/97 setzten ihn die Penguins auf die Waiver-Liste, von der ihn die Mighty Ducks of Anaheim auswählten und damit seinen laufenden Vertrag übernahmen.
In seiner ersten Spielzeit in Anaheim absolvierte Todd 69 NHL-Spiele für die Kalifornier und verbuchte dabei 30 Punkte. Er erreichte nach einem Erstrunden-Erfolg gegen die Phoenix Coyotes mit der Mannschaft die zweite Playoff-Runde und scheiterte in vier Partien gegen den späteren Stanley-Cup-Sieger Detroit Red Wings. Nachdem er in der folgenden Saison 27 Partien für die Mighty Ducks bestritten hatte, wurde Todd bis zum Saisonende zu deren Farmteam, den Long Beach Ice Dogs, in die International Hockey League (IHL) geschickt. Nachdem der Kanadier bei den Kaliforniern keinen neuen Vertrag erhalten hatte, unterzeichnete er zur Saison 1998/99 einen Vertrag beim EV Zug. Nach 45 Einsätzen und 52 Punkten für den EV Zug in der Schweizer Nationalliga A beendete er im Anschluss an die Saison im Alter von 31 Jahren seine aktive Laufbahn.

## Erfolge und Auszeichnungen
- 1991 John B. Sollenberger Trophy
- 1991 Les Cunningham Award
- 1991 AHL First All-Star Team
- 1992 NHL All-Rookie Team

## Karrierestatistik
(Legende zur Spielerstatistik: Sp oder GP = absolvierte Spiele; T oder G = erzielte Tore; V oder A = erzielte Assists; Pkt oder Pts = erzielte Scorerpunkte; SM oder PIM = erhaltene Strafminuten; +/− = Plus/Minus-Bilanz; PP = erzielte Überzahltore; SH = erzielte Unterzahltore; GW = erzielte Siegtore; 1 Play-downs/Relegation; Kursiv: Statistik nicht vollständig)